# Benihana
Benihana Inc. (en japonais : 紅花, littéralement « Carthame des teinturiers ») est une entreprise de restauration américaine qui s'inspire de la cuisine japonaise.
Fondée par Rocky Aoki (en) (Hiroaki Aoki) à New York en 1964, son siège social est actuellement basé à Doral, en Floride.
Elle possède en direct ou en franchise 116 restaurants dans le monde via différentes marques comme Benihana (teppanyaki), Haru (cuisine fusion) et RA Sushi (sushi).
L'entreprise est connue pour avoir popularisé via sa marque Benihana le style de cuisine teppanyaki aux États-Unis.

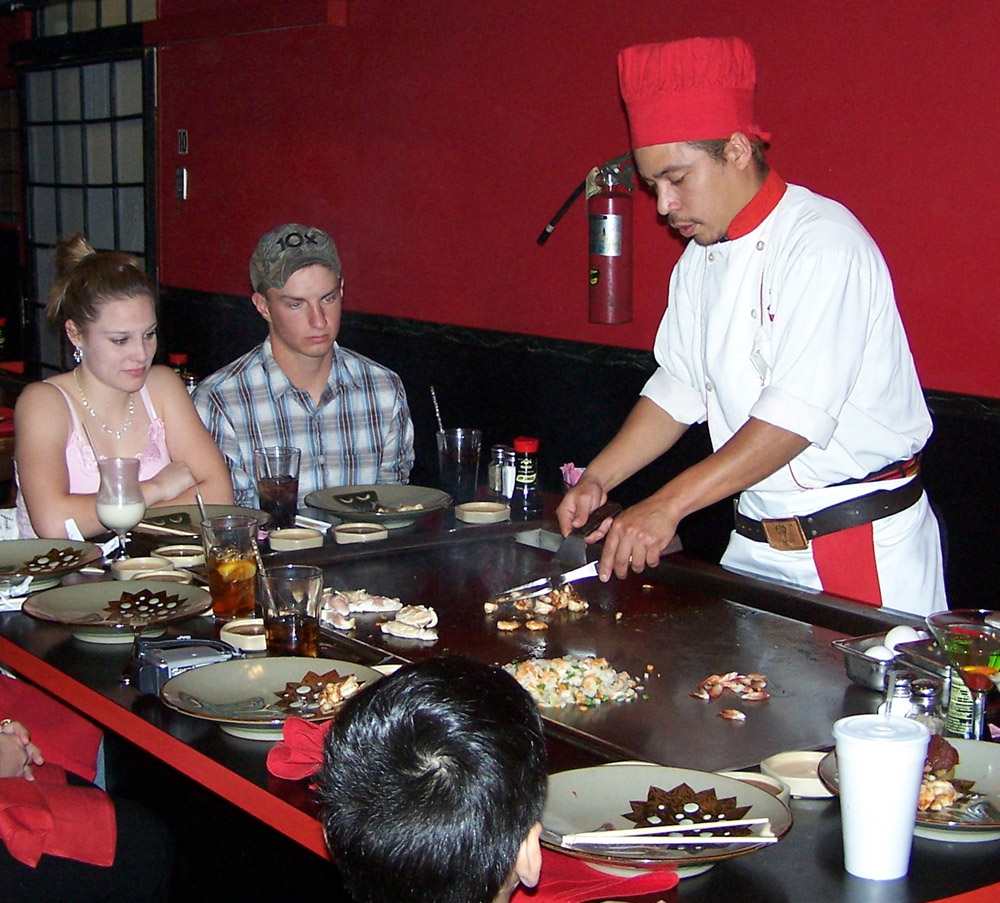
Un chef préparant cuisinant façon teppanyaki.
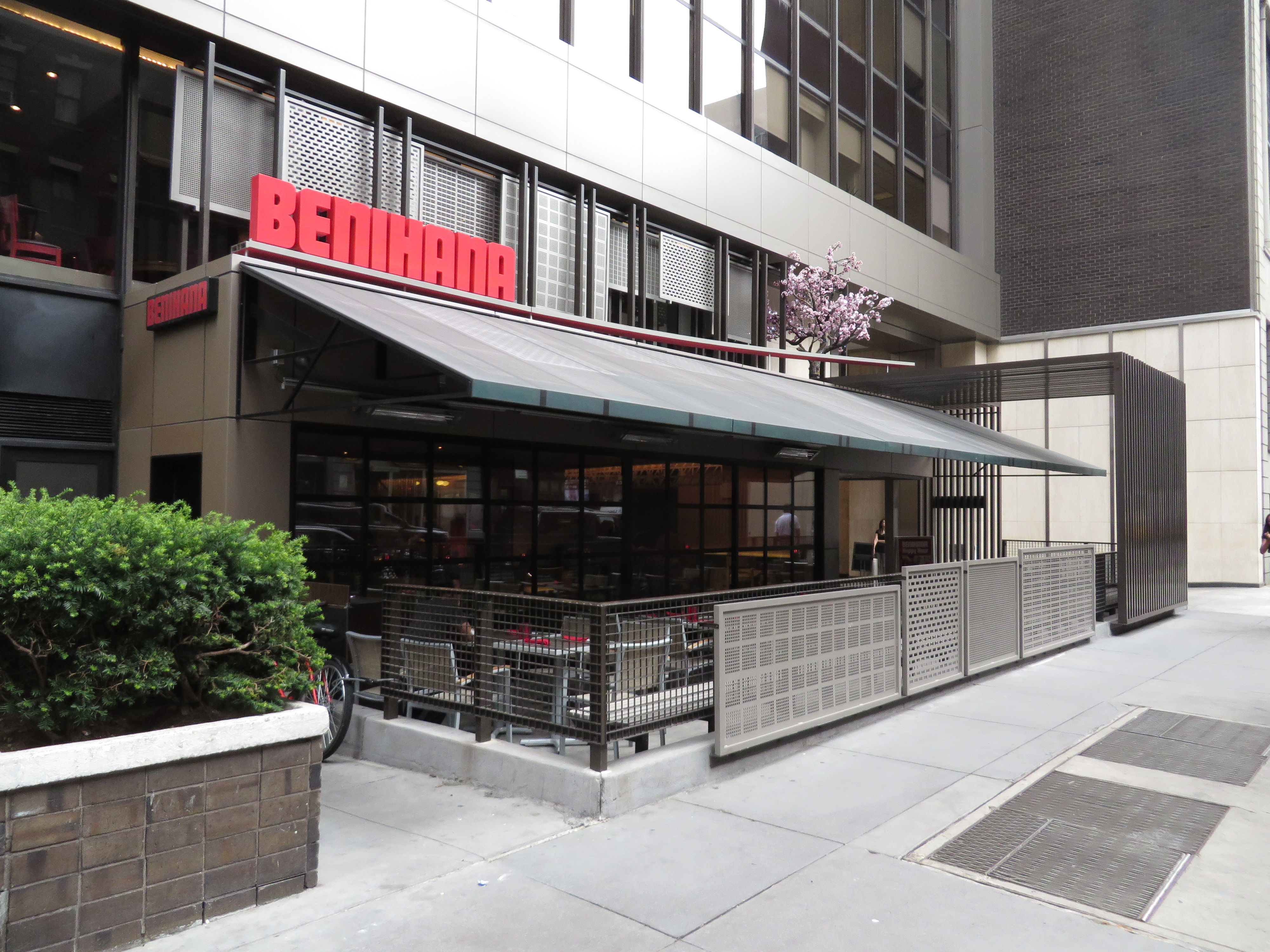
Un restaurant Benihana à Manhattan.
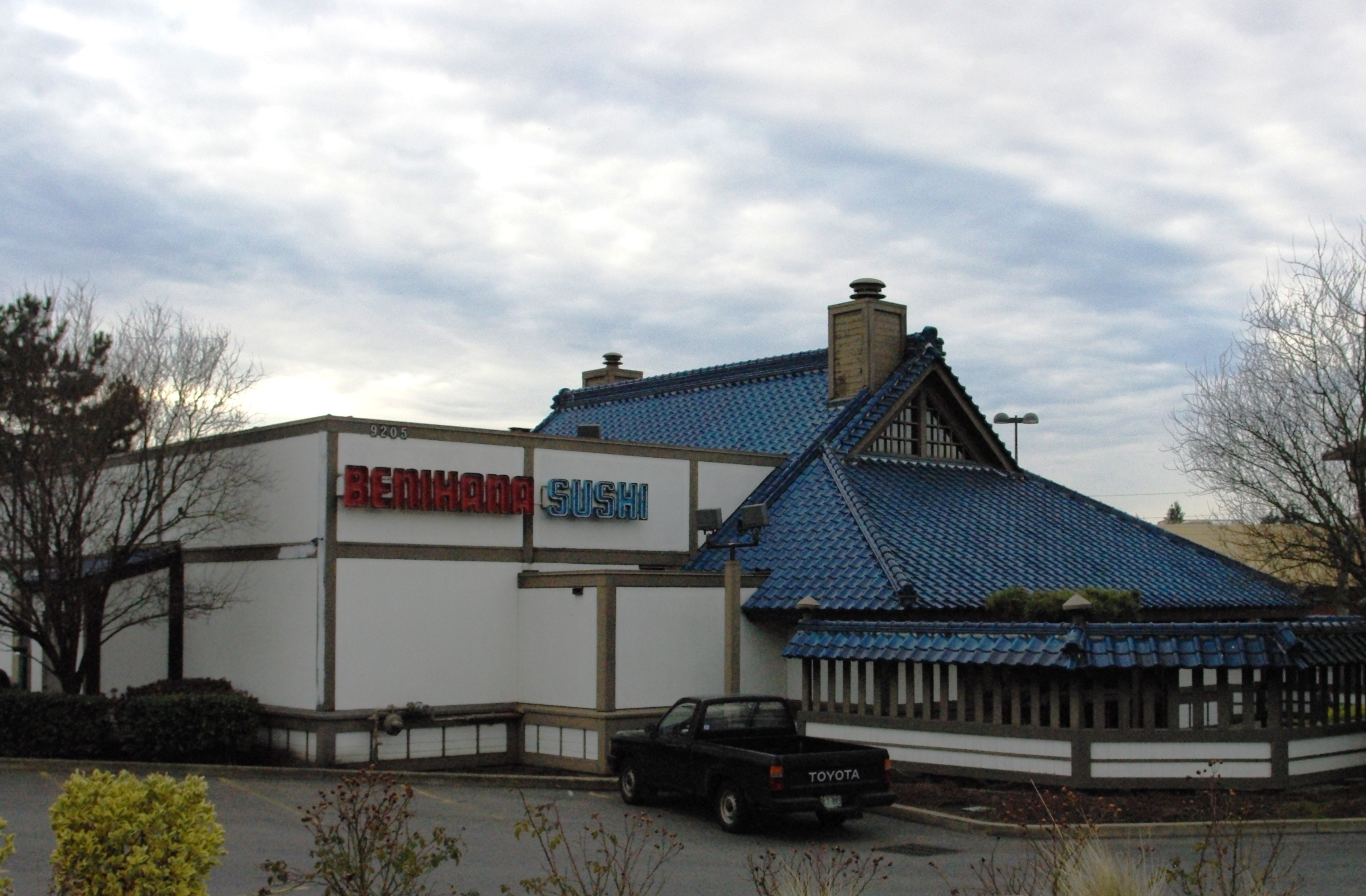
Un restaurant Benihana Sushi à Beaverton.